# Cerveaux de rechange
Pour plus de détails, voir Fiche technique et Distribution.
Cerveaux de rechange (titre original : The Man Who Changed His Mind, aussi connu sous le titre de The Man who lived again ou Cerveau de rechange en français), est un film de science-fiction et d'anticipation réalisé par Robert Stevenson en 1936. Distribué en Grande-Bretagne par Gainsborough Pictures, les rôles-titres sont interprétés par Boris Karloff et Anna Lee, alors épouse de Robert Stevenson.

## Synopsis
Dans un manoir isolé le docteur Laurience (interprété par Boris Karloff), un savant jadis respecté, commence à faire des recherches sur les fondements de l'esprit et de l'âme, aidé seulement par une chirurgienne pleine de promesses, Clare Wyatt (interprétée par Anna Lee), et un associé handicapé du nom de Clayton (interprété par Donald Calthrop). La communauté scientifique rejette ses théories et Laurience risque de perdre tout ce pour quoi il a travaillé avec tant d'acharnement. Pour sauver sa recherche, il commence à utiliser, pour ses propres buts, ses découvertes en matière de transfert du cerveau, et il remplace l'esprit de Lord Haslewood (interprété par Frank Cellier), un philanthrope, par celui de Clayton, l'infirme pervers. Grâce à la richesse et au prestige de Lord Haslewood aux ordres duquel il se met, Laurience devient un savant fou qu'il est impossible d'arrêter.
Malgré la puissance de son protecteur et un laboratoire à la pointe du progrès, Laurience reste le type même du professeur distrait avec de la poussière de craie au dos de sa veste froissée, et des cheveux qui auraient constamment besoin d'un bon coup de brosse. Cela ne l'empêche pas d'être sensible au charme féminin de la belle doctoresse Wyatt. Pour arriver à la séduire, il essaie de prendre le contrôle du corps de Dick Haslewood, un beau garçon (interprété par John Loder), qui est le fils de Lord Haslewood, mais il se rend bien compte qu'il lui est impossible de dissimuler l'étrange attitude physique qui lui est propre, même dans le corps de quelqu'un d'autre. Il n'arrive pas à se présenter sans une cigarette devant Clare alors qu'il sait bien que le jeune Dick Haslewood ne fumait jamais. Malheureusement, avant de transférer son esprit dans le corps de Dick, Laurience étrangle Clayton, qui vivait dans celui de Lord Haslewood, de sorte que Dick, désormais prisonnier dans le propre corps de Laurience, est sur le point d'être pendu pour avoir assassiné l'homme qu'on pense être son père.
Ayant compris la vérité, Claire et son ami, le Docteur Gratton (interprété par Cecil Parker), remettent l'esprit de Laurience dans son propre corps, mais ce corps a été très endommagé au moment où Dick Haslewood, qui le possédait bien malgré lui, a été pris de panique et est tombé d'une haute fenêtre. Admettant qu'il a gâché une invention incroyable à des fins égoïstes et meurtrières, Laurience au corps fracassé reconnaît devant Claire qu'il n'aurait jamais dû travailler sur l'âme humaine. Il s'en rend compte alors qu'il est au bord de la tombe, ayant changé ses dispositions d'esprit au dernier moment.

## Fiche technique
- Titre : Cerveaux de rechange
- Titre original : The Man Who Changed His Mind
- Réalisation : Robert Stevenson
- Scénario : L. du Garde Peach, Sidney Gilliat et John L. Balderston
- Musique : Hubert Bath
- Photographie : Jack E. Cox
- Montage : R. E. Dearing, Alfred Roome et Ben Hipkins
- Production : Michael Balcon
- Société de production : Gainsborough Pictures
- Pays :  Royaume-Uni
- Genre : Horreur et science-fiction
- Durée : 66 minutes
- Dates de sortie : 
  - Royaume-Uni : 11 septembre 1936
  - France : 12 février 1937

## Distribution
- Boris Karloff : Docteur Laurience
- Anna Lee : Docteur Clare Wyatt
- John Loder : Dick Haslewood
- Frank Cellier : Lord Haslewood
- Donald Calthrop : Clayton
- Cecil Parker : Docteur Gratton
- Lyn Harding : Professeur Holloway